# On a Very Special Episode...
«On a Very Special Episode...» (en español, «En un episodio muy especial...») es el quinto episodio de la miniserie de televisión estadounidense WandaVision, basada en los personajes Wanda Maximoff / Bruja Escarlata y Visión de Marvel Comics. Sigue a la pareja tratando de ocultar sus poderes mientras viven una vida suburbana idílica en el pueblo de Westview. El episodio está ambientado en el Universo cinematográfico de Marvel (UCM), compartiendo continuidad con las películas de la franquicia. Fue escrito por Peter Cameron y Mackenzie Dohr, y dirigido por Matt Shakman.
Elizabeth Olsen y Paul Bettany retoman sus respectivos papeles de Wanda Maximoff y Visión de la saga cinematográfica, protagonizando junto a Teyonah Parris, Evan Peters, Randall Park, Kat Dennings y Kathryn Hahn. Shakman se incorporó a la serie en agosto de 2019. El episodio rinde homenaje a sitcoms de los años 1980 y 1990, como Family Ties, Growing Pains, Roseanne y Full House, y presenta a Peters como el hermano «Pietro» de Wanda. El personaje fue interpretado previamente en el UCM por Aaron Taylor-Johnson, mientras que Peters interpretó a una versión diferente del personaje en la saga cinematográfica de los X-Men. La filmación tuvo lugar en el área metropolitana de Atlanta, incluyendo Pinewood Atlanta Studios, y en Los Ángeles.
«On a Very Special Episode...» se estrenó en Disney+ el 5 de febrero de 2021. Los críticos elogiaron el episodio por sus títulos de apertura, su tema musical y por el avance de las dos líneas argumentales de la serie, mientras que la aparición de Peters como «Pietro Maximoff» fue muy discutida.

## Trama
En el programa WandaVision, ahora ambientado en los años 1980 y principios de los años 1990, Wanda Maximoff y Visión luchan por evitar que sus hijos Billy y Tommy lloren. Agnes llega para ayudar a cuidar a los niños, pero parece salir de personaje y le pregunta a Wanda si deben rehacer la escena. Visión interroga a Wanda sobre el comportamiento de Agnes, pero son interrumpidos cuando Billy y Tommy envejecen repentinamente hasta los 5 años, a lo que Agnes no reacciona.
Observando la serie e investigando la anomalía desde las afueras del pueblo de Westview, el director de S.W.O.R.D., Tyler Hayward, llama a Wanda terrorista mientras que Monica Rambeau no cree que Wanda tenga intenciones maliciosas. Hayward revela que Wanda robó recientemente el cuerpo de Visión del cuartel general de S.W.O.R.D. y lo resucitó, haciendo caso omiso del testamento de Visión. Mónica descubre que su ropa fue transformada para que coincidiera con el diseño de WandaVisión y se pregunta si pueden evitarlo usando algo apropiado para la época.
Un perro aparece en la casa de Wanda y Visión, y los chicos piden quedarse con él. Agnes sugiere el nombre de Chispita, y Wanda casi revela sus habilidades a Agnes, molestando a Visión. Cuando Wanda y Visión deciden que los chicos son demasiado jóvenes para cuidar del perro, vuelven a envejecer hasta los 10 años. En el trabajo, Visión lee un correo electrónico de S.W.O.R.D. que revela la situación en Westview. Rompe el trance sobre su compañero de trabajo Norm, un verdadero residente de Westview llamado Abilash Tandon, que ruega a Visión que «la» detenga hasta que lo revierte de Abilash a Norm.
S.W.O.R.D. envía un dron de los años 1980 a Westview e intenta matar a Wanda por orden de Hayward. Ella emerge con el dron del campo estático que rodea el pueblo y le advierte a Hayward que la deje en paz. Después de que Chispita muera inesperadamente, los gemelos le piden a su madre que lo devuelva a la vida, pero ella dice que no puede hacerlo y les insta a lidiar con su dolor.
Visión se enfrenta a Wanda sobre controlar el pueblo, revelando que no puede recordar su vida ni su identidad antes de llegar a Westview. Sin embargo, Wanda dice que no todo está bajo su control y que no sabe cómo empezó. Son interrumpidos de nuevo cuando su hermano muerto «Pietro» llega a la puerta principal. Viendo la emisión, Darcy Lewis nota que Pietro fue «reemplazado».
Un comercial durante el programa WandaVision anuncia toallas de papel Lagos.

## Producción

### Desarrollo
En octubre de 2018, Marvel Studios estaba desarrollando una serie limitada protagonizada por la Wanda Maximoff de Elizabeth Olsen y el Visión de Paul Bettany de las películas del Universo cinematográfico de Marvel (UCM). En agosto de 2019, Matt Shakman fue contratado para dirigir la miniserie. Shakman y la guionista principal Jac Schaeffer producen de forma ejecutiva junto con Kevin Feige, Louis D'Esposito y Victoria Alonso de Marvel Studios.: 50  Feige describió la serie como parte «sitcom clásica» y parte «epopeya de Marvel», rindiendo homenaje a muchas épocas de sitcoms estadounidenses. El quinto episodio, titulado «On a Very Special Episode...», fue escrito por Peter Cameron y Mackenzie Dohr, y las escenas ambientadas en la realidad de sitcom rinden homenaje a los años 1980 y principios de los años 1990.

### Escritura
Schaeffer consideró que toda la década de sitcoms de los años 1980 sirvió de inspiración para el episodio, destacando Family Ties, Full House, Growing Pains, Who's the Boss?, Roseanne y Just the Ten of Us en particular. A Schaeffer le interesaba empezar a mostrar las diferencias de opinión en el matrimonio de Wanda y Visión, dando lugar a una imagen doméstica más «auténtica» de ellos. Bettany añadió que la serie aprovecharía el hecho de que las parejas que se ven en sitcoms a partir de los años 1980 «no son necesariamente tan cariñosas» en comparación con las de los sitcoms de los años 1950 a los 1970. Bettany también describió que las sitcoms de los 1980 tenían «momentos de enseñanza», que a veces se comercializaban como «un episodio muy especial» cuando trataban temas difíciles. Uno de los temas que trata en «On a Very Special Episode...» es el de no poder saltarse las partes difíciles de la vida.
La serie presenta comerciales falsos que, según Feige, indican «parte de las verdades de la serie que empiezan a filtrarse», con «On a Very Special Episode...» incluyendo uno que anuncia toallas de papel Lagos, con el eslogan «para cuando haces un desastre que no querías». Esto hace referencia a las acciones de Wanda en Lagos durante la película Capitán América: Civil War (2016). Charlie Ridgely, de Comicbook.com, dijo que este era el comercial más devastador de la serie hasta el momento, ya que ponía en perspectiva los comerciales anteriores a la vez que destacaba el dolor y la culpa que siente Wanda por sus acciones en Lagos.

### Casting

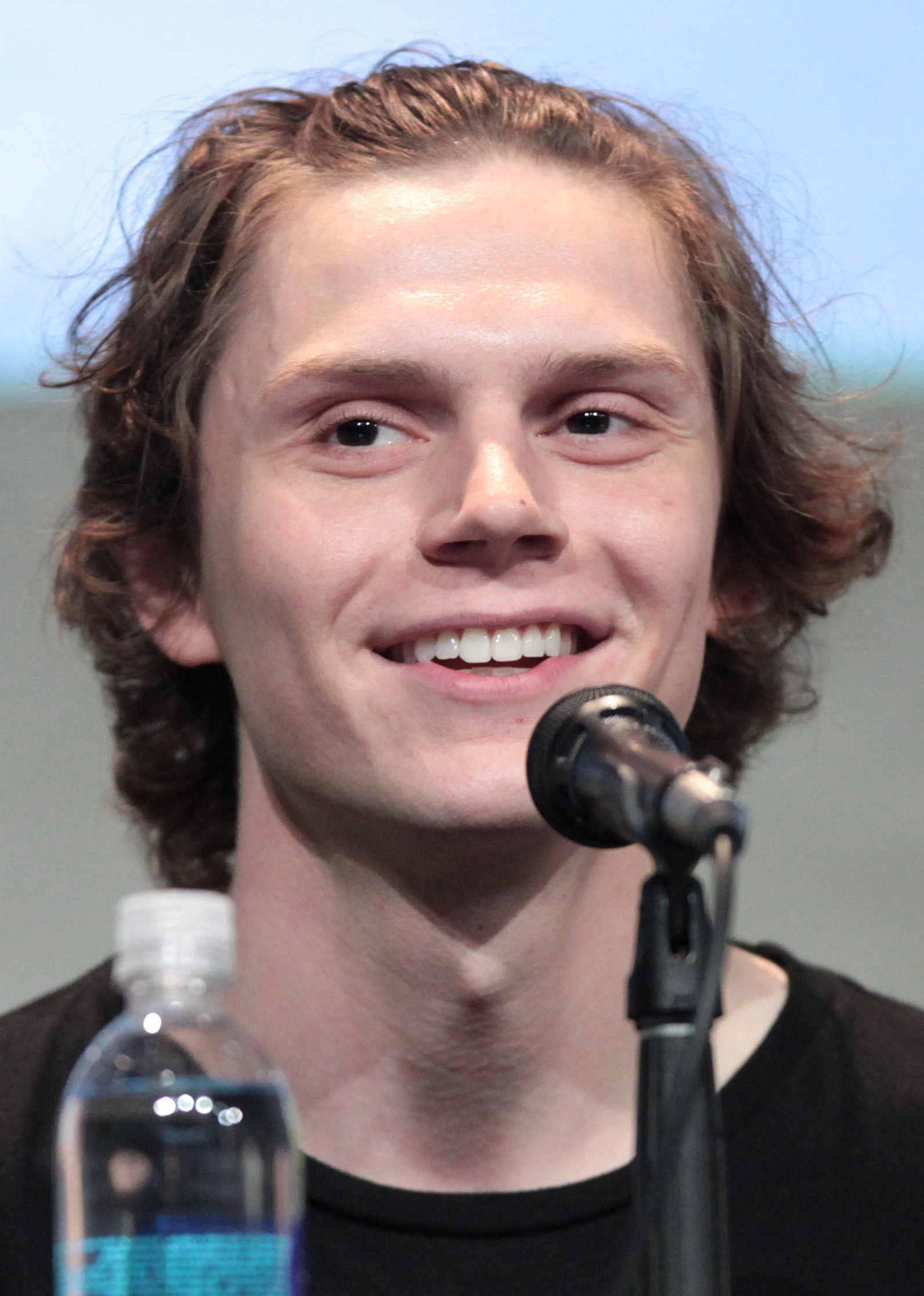
Evan Peters es introducido como «Pietro Maximoff» después de haber interpretado previamente a una versión diferente del personaje en la saga cinematográfica de los X-Men.

El episodio está protagonizado por Elizabeth Olsen como Wanda Maximoff, Paul Bettany como Visión, Teyonah Parris como Monica Rambeau, Evan Peters como «Pietro Maximoff», Randall Park como Jimmy Woo, Kat Dennings como Darcy Lewis y Kathryn Hahn como Agnes.: 35:15-35:33  Pietro fue interpretado previamente en el UCM por Aaron Taylor-Johnson, mientras que Peters interpretó a una versión diferente del personaje llamado Peter Maximoff en la saga cinematográfica de los X-Men. Darcy señala en pantalla que Wanda «reemplazó» a Pietro, pero esto no debía interpretarse como una sustitución de Taylor-Johnson en la vida real. Schaeffer y la coproductora ejecutiva Mary Livanos tuvieron muy pronto la idea de que Pietro volviera en la serie, y decidieron que el personaje fuera «reemplazado» dentro del programa ficticio WandaVision. Feige quería asegurarse de que había una razón sensata para que el personaje apareciera de esta manera, y Schaeffer señaló que juega con los tropos de sitcoms de cambiar a los actores sin «mucho alboroto» y también de tener un pariente que llega a la ciudad y que «revuelve las cosas con la familia». Además, calificó de «la mayor emoción» la incorporación de Peters al UCM, que estaba igual de interesado en la aparición.
Los hijos de Wanda y Visión tienen papeles en el episodio, con Julian Hilliard y Baylen Bielitz como Billy de 10 y 5 años, respectivamente, y Jett Klyne y Gavin Borders como Tommy de 10 y 5 años, respectivamente. También aparecen Josh Stamberg como el director de S.W.O.R.D. Tyler Hayward, Amos Glick como el cartero Dennis, Asif Ali como Norm, Alan Heckner como el Agente Monti, y Selena Anduze como la Agente Rodríguez. Victoria Blade, Ithamar Enriquez, Sydney Thomas y Wesley Kimmel aparecen durante el comercial falso.

### Filmación y efectos visuales
La filmación en el estudio de grabación tuvo lugar en Pinewood Atlanta Studios en Atlanta (Georgia), con Shakman como director y Jess Hall como director de fotografía. También se llevó a cabo en el área metropolitana de Atlanta, mientras que la filmación en exteriores y en estudios tuvo lugar en Los Ángeles cuando la serie reanudó su producción después de estar en pausa debido a la pandemia de COVID-19.: 50  Hall utilizó lentes personalizadas adecuadas a la época. Los títulos de apertura de sitcom de WandaVision incluían elementos vistos en los títulos de apertura de Family Ties, Growing Pains y Full House. Shakman habló de la realización de la apertura, diciendo que para ser fieles a la de Family Ties, se tomaron fotografías de los actores, que se entregaron a los ilustradores para que hicieran un dibujo de líneas para hacer el cuadro final. Se utilizaron fotos reales de Olsen, y para crear las fotos de «bebé» de Visión, se utilizaron fotos de bebé de uno de los coordinadores de efectos visuales de la serie, Scott McPhate, porque tenía «una especie de aspecto a lo Paul Bettany». Además, los planos de la grúa del final se hicieron como homenaje a Full House, ya que las hermanas de Olsen, Mary-Kate y Ashley Olsen, protagonizaron esa serie. Los efectos visuales fueron creados por Lola VFX, The Yard VFX, Rodeo FX, SSVFX, Cantina Creative, Zoic Studios, RISE y Capital T.: 37:33-37:48 

### Música
Los compositores de la canción principal, Kristen Anderson-Lopez y Robert Lopez, dijeron que el tema del episodio, titulado «Making it Up as We Go Along», era su canción favorita para la serie ya que crecieron en los años 1980. Lopez considera que «el arte de componer temas llegó a su punto álgido en los años 1980», con temas «más largos... baladas sensibleras». Este fue el estilo que decidieron emular con «Making it Up as We Go Along», y como los temas de la época eran más largos, le permitió a la pareja «aterrizar la emoción de la misma». Lopez añadió que les resultó fácil encontrar esas emociones porque él y Anderson-Lopez tienen hijos de la misma edad que los de Wanda y Visión en el episodio y también estaban «intentando que las cosas funcionen incluso cuando el mundo se desmorona a nuestro alrededor». El episodio cuenta con guiños musicales a los temas de Growing Pains («As Long as We Got Each Other» de B. J. Thomas y Jennifer Warnes) y Family Ties («Without Us» de Johnny Mathis y Deniece Williams). Lopez y Anderson-Lopez dijeron que para la canción se inspiraron en cantantes de rock y pop de los años 1980, como Michael McDonald, Kris Kristofferson, Huey Lewis y Taylor Dayne. La canción originalmente no incluía «WandaVision» como letra, pero se añadió como final de la canción después de que Marvel los animara a incluirla. El 12 de febrero de 2021, Marvel Music y Hollywood Records lanzaron una banda sonora para el episodio, con la partitura del compositor Christophe Beck. La primera pista es el tema escrito e interpretado por Anderson-Lopez y Lopez.
| N.º   | Título                        | Duración |  |
| 1.    | «Making It Up As We Go Along» | 1:42     |  |
| 2.    | «Ten Years Old»               | 0:36     |  |
| 3.    | «Lagos»                       | 0:30     |  |
| 4.    | «Evaluation»                  | 3:08     |  |
| 5.    | «Family Is Forever»           | 0:53     |  |
| 6.    | «Missile Strike»              | 4:02     |  |
| 7.    | «Cue Credits»                 | 0:29     |  |
| 8.    | «Ode to Sparky»               | 1:48     |  |
| 9.    | «Pietro»                      | 3:11     |  |
| 16:19 |                               |          |  |

## Mercadotecnia
A principios de diciembre de 2020, se publicó un póster por día durante seis días, cada uno de los cuales representaba una década, desde los años 1950 hasta los 2000. Charles Pulliam-Moore, de io9, dijo que, a diferencia de los pósteres de las décadas anteriores, el de la década de los años 1980 no presentaba muchos elementos para obtener pistas, aunque señaló «un reflejo antinatural en el fondo que puede o no apuntar a la «falsedad» de la realidad que se representa». Tras el estreno del episodio, Marvel anunció mercancía inspirada en él como parte de su promoción semanal «Marvel Must Haves», incluyendo varias camisetas, así como una botella de acero inoxidable y un vaso con forma de lata de la marca S.W.O.R.D. En marzo de 2021, Marvel se asoció con el cocinero Justin Warner para lanzar una receta de la merienda extraescolar de Billy y Tommy, galletas y glaseado que son un «aperitivo retro» para el «ambiente retro» del episodio.

## Lanzamiento
«On a Very Special Episode...» se estrenó en Disney+ el 5 de febrero de 2021.

## Respuesta crítica
El sitio web agregador de reseñas Rotten Tomatoes informó de un índice de aprobación del 100%, basándose en 22 reseñas con una calificación media de 8,57/10. El consenso crítico del sitio dice: «‹En un episodio muy especial...› de WandaVision, no hay nuevas respuestas, pero algunos giros bien interpretados abren la puerta a una serie de nuevas preguntas y a un invitado muy inesperado».
Stephen Robinson, de The A.V. Club, dijo que la confrontación de Wanda con los agentes de S.W.O.R.D. fuera de la anomalía fue el momento «oh, mierda» del episodio, y señaló que el acento sokoviano de Wanda regresó para esta escena. Robinson calificó el episodio con una «B». En su artículo para Entertainment Weekly, Chancellor Agard dijo que el episodio estuvo a la altura de su título y disfrutó viendo a Elizabeth Olsen seguir «enriqueciendo a Wanda», creando una interpretación que hace al personaje «dolorosamente humano», señalando el enfrentamiento con S.W.O.R.D. como ejemplo. Christian Holub, colega de Agard, comparó la escena en la que Wanda comienza a reproducir los créditos de sitcom para evitar hablar con Visión con el cortometraje Too Many Cooks (2014). Rosie Knight, al reseñar el episodio para Den of Geek, afirmó que «parece casi imposible seguir un episodio como «We Interrupt This Program», pero al llegar a la mitad de la temporada el equipo detrás de WandaVision lo ha conseguido». Consideró que las dos líneas argumentales funcionaban bien juntas y dijo que el envejecimiento de Tommy y Billy era «una idea espeluznante y narrativamente conveniente que funciona a favor del episodio». Knight también destacó las buenas interpretaciones de Olsen y Bettany. Alan Sepinwall, de Rolling Stone, dijo que «On a Very Special Episode...» era el «episodio más vivo, más absorbente y puramente entretenido» de la serie hasta el momento y puede haber hecho que los «laboriosos» primeros episodios merezcan la pena.
Matt Purslow, de IGN, le dio a «On a Very Special Episode...» un 8 de 10, diciendo que rompió el libro de reglas establecido de la serie y casi logró el equilibrio ideal entre el sitcom familiar y el drama del UCM. Aunque Purslow disfrutó viendo los elementos de sitcom junto a las actividades de S.W.O.R.D., la combinación de las dos líneas argumentales se produjo a expensas de los homenajes a sitcoms en general, con una canción temática y unas elecciones de vestuario «siempre perfectas» pero con menos bromas. Esperaba que los futuros episodios pudieran mantener el equilibrio entre las bromas y el material más oscuro. Además, consideró que el hecho de que Visión empezara a entender lo que estaba ocurriendo dio lugar a algunas de las secuencias más fuertes de la serie, pero consideró que Tommy y Billy eran «niños estereotipados en blanco» y que no merecía la pena que la audiencia invirtiera en ellos. Después de pensar que los cuatro primeros episodios eran «insípidos» y «se quedaban en el tintero», Abraham Riesman, de Vulture, dijo que estaba realmente emocionado por ver lo que vendría en la serie después de este episodio, pero todavía no estaba totalmente a bordo y le dio 3 estrellas de 5. Robinson calificó el tema musical y los títulos de apertura como «empalagosos» y comparó la secuencia de títulos con el «retrato del elenco» de Family Ties, mientras que Riesman dijo que era la parte más interesante del episodio desde el punto de vista artístico y que las canciones de Anderson-Lopez y Lopez eran «realmente maravillosas».
Muchos de los críticos hablaron de la aparición de Evan Peters como el «reemplazado» Pietro. En general, se describió como sorprendente y emocionante, y se observó cómo Peters interpretó el personaje de forma similar al de las películas de los X-Men, y Ethan Saathoff, de /Film, consideró que Peters dio «un giro al personaje como el de Fonz» que encajaba en el entorno de sitcom de los años 1980. Otros aspectos de su aparición encajan en el marco temporal de sitcom, como el hecho de que Peters lleve una versión de los años 1980 de su traje en las películas de los X-Men, y que haga referencia a anteriores reemplazos de papeles en sitcoms como las de los dos actores de Darrin Stephens en Bewitched, las dos actrices de Becky Conner en Roseanne y las dos actrices de Vivian Banks en The Fresh Prince of Bel-Air. Se cree que la aparición ayudó a establecer la idea del multiverso que se exploraría en otras propiedades de la Fase Cuatro, y una forma de empezar a introducir a los mutantes en el UCM. Matt Patches, de Polygon, calificó la aparición como «un ambiente inquietante» y «un guiño a los complicados problemas de derechos» que se aplicaban anteriormente al personaje antes de que Disney adquiriera 21st Century Fox, y también como «alucinante por sí mismo». Jack Shepard, de Total Film, dijo que la respuesta general a WandaVision carecía del «fervor» que recibió la serie de Disney+ de Star Wars The Mandalorian, pero consideró que la aparición de Peters «lanzaría» la serie a la «conciencia social», lo que comparó con la introducción de Baby Yoda en The Mandalorian. Agard y Riesman, por el contrario, consideraron que la aparición era «muy al servicio de los fanáticos» y que se perdería entre espectadores ocasionales.